# Adam Tanner (matemático)
Adam Tanner (en latín, Tannerus) (14 de abril de 1572 – 25 de mayo de 1632) fue un jesuita austríaco, profesor de matemáticas y de filosofía.

## Semblanza
Tanner nació en Innsbruck, Austria. En 1589 ingresó en la Compañía de Jesús, pasando a ejercer como profesor. Hacia 1603 se le ofreció incorporarse a la Universidad Jesuita de Ingolstadt, tomando posesión de la cátedra de teología en la Universidad de Ingolstadt. Quince años después recibió un puesto en la Universidad de Viena por deseo del Emperador Matías de Habsburgo.
Fue conocido por su defensa de la iglesia católica y sus prácticas contra los reformistas luteranos, así como contra la herejía utraquista. Su principal obra fue el libro titulado Universa theologia scholastica, publicado en 1626-1627.
Murió en el pueblo de Unken, cerca de Salzburgo, y sus restos reposan en una tumba sin inscripciones. Al parecer los feligreses se negaron a darle un entierro cristiano porque se encontró entre sus posesiones un plato de vidrio con la representación de un "pequeño diablillo peludo".

## Publicaciones
- Anatomiæ confessionis augustanæ, 1613, Ingolstadt.
- Astrologia sacra, 1615, Ingolstadt.
- Apologia pro Societate Iesu ex Bohemiae regno : Ab eiusdem regni statibus religionis sub utraque publico decreto immerito proscripta, 1618, Vienna.
- Universa theologia scholastica, 1627, Ingolstadt.

## Eponimia
- El cráter lunar Tannerus lleva este nombre en su memoria.[3]